# 无名指 (电影)
《无名指》 （英語：My First of May）是2025年上映的香港電影，由孔令政執導，陈罗超、梁美薇監製，郭富城、梁詠琪、鲍起静、許恩怡及譚耀文主演。该片于2023年1月7日在香港开机。

## 故事大綱
鄧叔彥（郭富城飾）與楊靜嫻（梁詠琪飾）所組織的三口之家，原本幸福快樂，卻因為女兒（許恩怡飾）不幸患上重症，家庭因此遭逢巨變。為照顧女兒，二人必須犧牲畢生的夢想和自由，誰人能答允照顧終生的承諾呢？三人在堅持與放棄之間掙扎，遊走愛與痛的邊緣......最終女兒憑一根微動的無名指，連繫著一家人的情感羈絆......

## 演員表
| 演员   | 角色                       | 簡介                 |
| 郭富城 | 鄧叔彥                     | 父親、壁球運動員     |
| 梁咏琪 | 楊靜嫻                     | 母親                 |
| 鮑起靜 | 奶奶                       | 鄧叔彥母親           |
| 許恩怡 | 鄧辭                       | 鄧叔彥與楊靜嫻的女兒 |
| 譚耀文 | 鄧叔彥朋友，壁球冠軍運動員 |                      |

## 記事
- 2023年1月7日，本片在举行开镜仪式[4]。

## 歌曲
| 曲別   | 歌名       | 作曲   | 作詞 | 演唱者 |
| ------ | ---------- | ------ | ---- | ------ |
| 主題曲 | 《無名指》 | 張家誠 | 小美 | 郭富城 |

## 外部連結
- 香港影庫上《无名指》的資料（繁體中文）
- 豆瓣电影上《无名指》的資料 （简体中文）